# Les Hautes-Rivières
 Les Hautes-Rivières  es una población y comuna francesa, en la región de Champaña-Ardenas, departamento de Ardenas, en el distrito de Charleville-Mézières y cantón de Monthermé.

## Demografía
| 1990 | 2091 | 2320 | 2354 | 2077 | 1949 |
| Para los censos de 1962 a 1999 la población legal corresponde a la población sin duplicidades (Fuente: INSEE [Consultar]) |      |      |      |      |      |